# Dongkyu Leo Kim

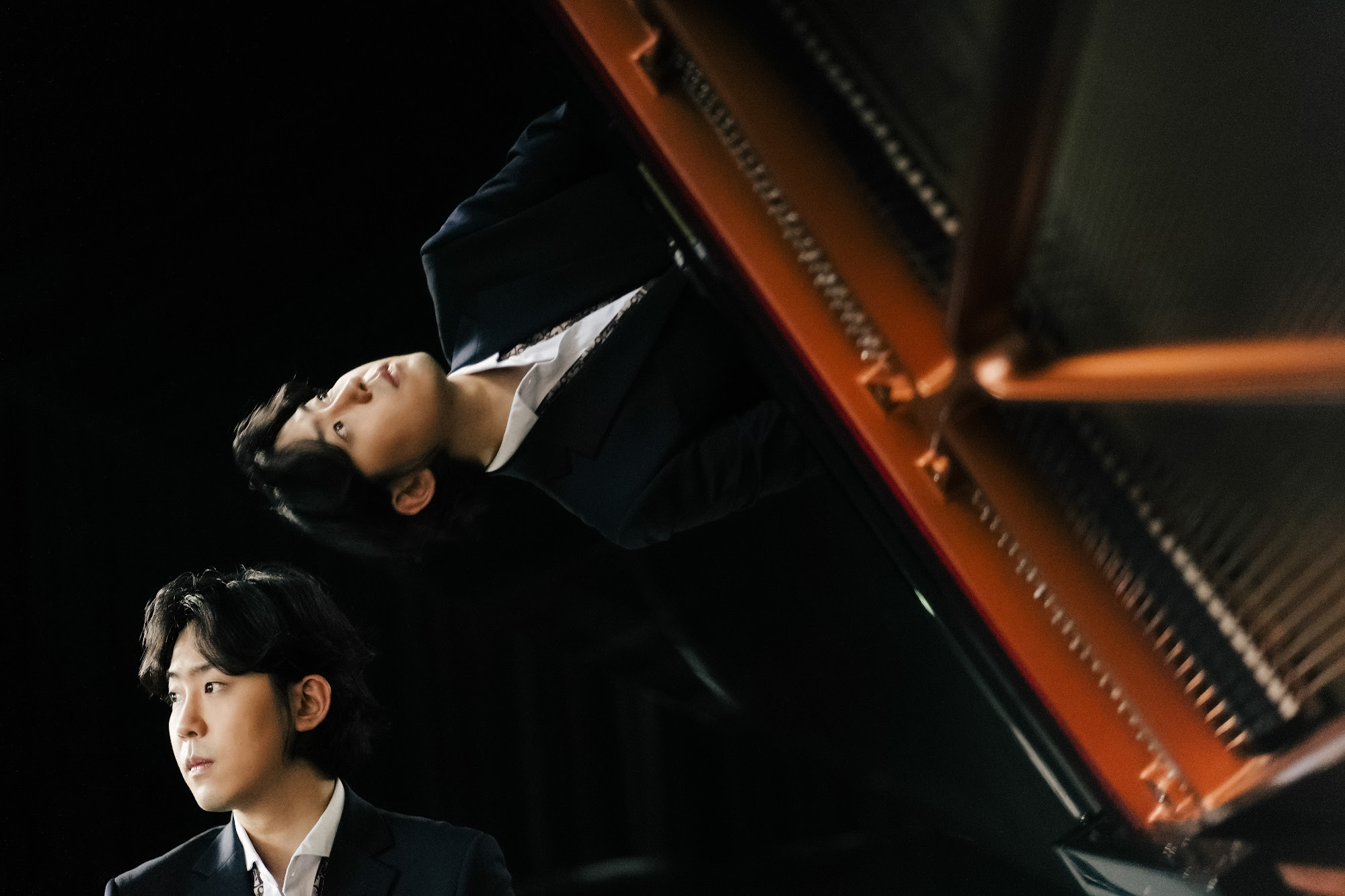
Dongkyu Leo Kim (2021)

Dongkyu Leo Kim (koreanisch 김동규레오; * 8. Januar 1994 in Seoul) ist ein südkoreanischer Pianist.

## Leben
Dongkyu Leo Kim erhielt ab dem Alter von vier Jahren Klavierunterricht. Seine ersten Studien absolvierte er an der Korea National University of Arts im Alter von 16 Jahren bei Choong-Mo Kang. Mit 17 Jahren setzte er seine Studien an der Universität der Künste Berlin fort, unter der Anleitung von Elena Lapitskaja, Lucas Blondeel und Wolfgang Manz und schloss ein Studium mit dem Master-Grad ab. Anschließend absolvierte er sein Konzertexamen mit besonderer Auszeichnung bei Thomas Hell an der Hochschule für Musik Mainz der Johannes Gutenberg-Universität.
Ein besonderer Fokus als Pianist liegt auf spätromantischen Werken der katalanischen Pianistenschule (Albeniz und Granados). 2021 legte er mit diesem Repertoire sein CD-Debüt beim spanischen Label KNS Classical vor. Auch Crossover-Projekte mit Performancekünstlern an der Volksbühne Berlin (Maximilian Brauer, Susanne Bredehöft, Margarita Breitkreiz) sowie Entdeckungen unbekannter Komponisten wie Adalbert von Goldschmidt und Emília Miret i Soler prägen seine künstlerische Arbeit.
Seit 2021 lehrt er als Dozent für Klavier an der Hochschule für Musik Mainz der Universität Mainz.

## Preise und Auszeichnungen (Auswahl)
- 2020:  Neapolitan Masters Competition, Neapel, 6. Preis[5]
- 2020/2021: Stipendium der Ernst von Siemens Musikstiftung[6]
- 2021: Goldmedaille - Vancouver International Music Competition[7]
- 2022: Euregio International Piano Competition, 1. Preis[8]
- 2022: Rotary-Kulturförderpreis, Mainz[9]

## Diskografie
- Isaac Albéniz: Iberia Suite Cuaderno II, Zweites Buch; Rondeña, Almería, Triana; KNS Classical (Hrsg.)
- Enrique Granados: 8 Valses poeticos und der Klavierzyklus »Goyescas«,1. Los Requiebros, 2. Coloquio en la Reja, 12 Danzas Españolas (Spanish Dances):Nr.2 Oriental; KNS Classical (Hrsg.)
- Emília Miret i Soler: En el campo; KNS Classical (Hrsg.)
- Joseph Haydn: Piano Sonate Nr. 60 in C-Dur hob.xvi/50;1st SVIATOSLAV RICHTER' INTERNATIONAL PIANO COMPETITION (Hrsg.)
- Frédéric Chopin: Etüde Op. 10 Nr. 2; 1st SVIATOSLAV RICHTER' INTERNATIONAL PIANO COMPETITION (Hrsg.)
- Modest Mussorgsky: Bilder einer Ausstellung 1–4; 1st SVIATOSLAV RICHTER' INTERNATIONAL PIANO COMPETITION